# Tarnawa (obwód czerkaski)
Tarnawa (ukr. Тарнава) – wieś na Ukrainie, w obwodzie czerkaskim, w rejonie humańskim, w hromadzie Monastyryszcze. W 2001 liczyła 370 mieszkańców, spośród których 368 wskazało jako ojczysty język ukraiński, a 2 rosyjski.